# 오쿠라야마 점프 경기장

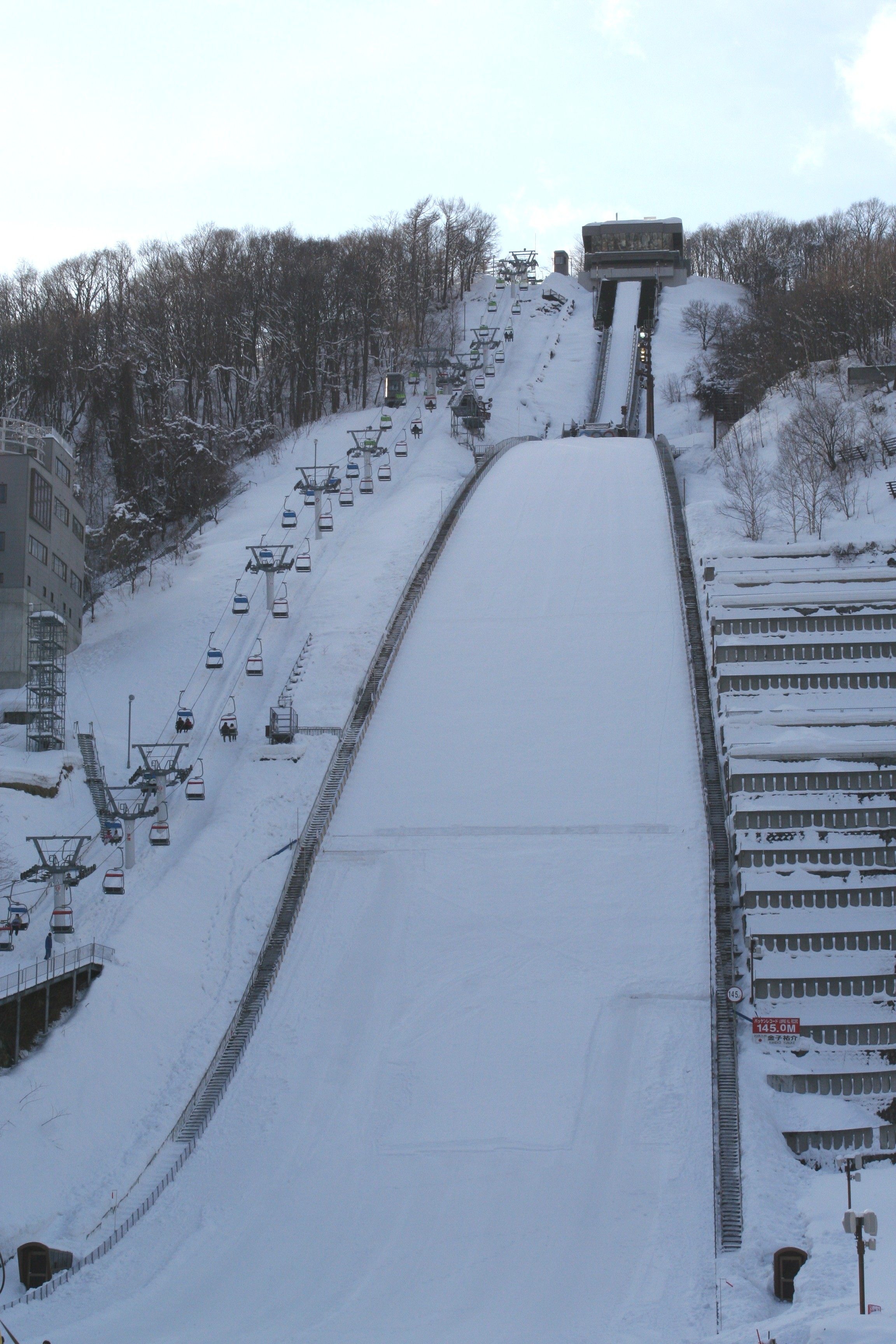
오쿠라야마 점프 경기장

오쿠라야마 점프 경기장(일본어: 大倉山ジャンプ競技場 오쿠라야마쟘푸쿄기죠[*])은 홋카이도 삿포로시 주오구에 위치한 스키 점프장이다.